# Kasa-obake

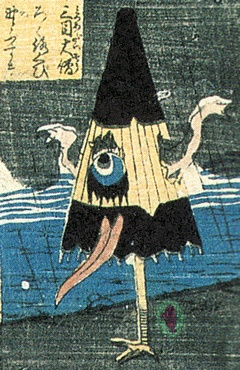
Kasa-Obake aus Utagawa Yoshikazus Mukashi-banashi bakemono sugoroku.

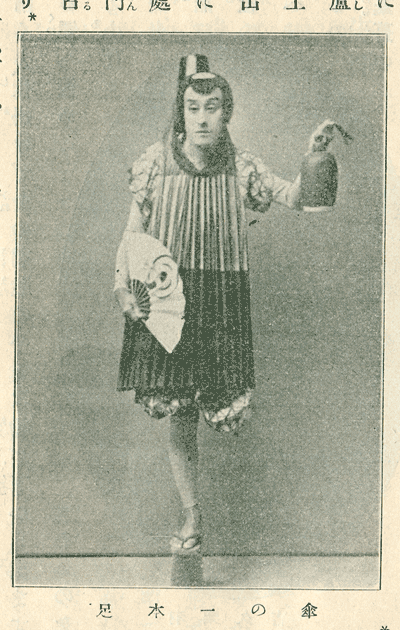
Nō-Künstler Kikugorō Onoe als Kasa no ippon'ashi (um 1903).

Kasa-Obake (傘おばけ; „Schirm-Geist“) ist der Name eines fiktiven Wesen der japanischen Folklore, das zur Klasse der Tsukumogami (付喪神; „Artefakt-Geister“) innerhalb der Gruppe der Yōkai (妖怪; „Dämonen“) zählt. Er gehört mit zu den beliebtesten Tsukumogami in Japan und er soll gerne Leute erschrecken. Er wird auch Karakasa-Obake (から傘おばけ, „Papierschirm-Geist“) und Karakasa-Kozō (唐傘小僧, „Schirm-Junge“) genannt.

## Beschreibung
Der Kasa-Obake hat die Gestalt eines großen, traditionellen Papierregenschirms. Unter seinem Schirm verbirgt er ein einzelnes, großes Auge und einen Mund mit sehr langer, klebriger Zunge. Sein Stiel mündet in einem einzelnen Bein mit menschlichem Fuß, in manchen Fällen trägt er Schuhwerk (zum Beispiel Geta oder Zōri). Diese Form ist auch als Kasa no ippon'ashi (傘の一本足; „Einbeiniger Regenschirm“) bekannt. Er bewegt sich hüpfend fort oder spannt sich selbst auf und schwebt umher. In seltenen Fällen kann der Kasa-Obake auch zwei menschliche Arme und/oder zwei Beine besitzen. Kasa-Obake entwickeln ein Eigenleben, wenn sie ihren „100. Geburtstag“ erreichen, in dieser Zeit zu oft ignoriert wurden und sich nutzlos vorkommen. Als Vergeltung für die Verwahrlosung (und aus reiner Langeweile) verfolgen sie Hausbewohner und Spaziergänger und erschrecken sie. Andere Kasa-Obake betreiben lediglich harmlosen Schabernack. Oder sie fliegen einfach davon.
In der Präfektur Ehime geht die Sage um, dass dereinst ein verhexter Regenschirm im Bezirk Higashimurayama ahnungslose Spaziergänger, die von Platzregen überrascht wurden, dazu verleitete, den Schirm aufzuspannen, um sich vermeintlich vor dem Regen zu schützen. Doch stattdessen packte der Kasa-obake seine Opfer am Handgelenk und trug sie meilenweit davon. Aus der Präfektur Niigata wird überliefert, ein Kasa-obake habe die Anwohner der Stadt Sasakami in Angst und Schrecken versetzt.

## Hintergrund
Gestaltungsvorbild war der Bankasa (番傘), ein großer, aufspannbarer Regen- oder Sonnenschirm, der sich besonders in der Edo-Zeit großer Beliebtheit erfreute. Er war ein robuster Alltagsschirm mit kurzem, relativ dickem Schaft, ein Massenprodukt und für den „kleinen Mann“ bestimmt. Der Schirm bestand aus einfachem Papier. Teure Luxusanfertigungen waren mit Seide bespannt.
Die ersten Erwähnungen und Abbildungen des Kasa-obake erschienen während der frühen Muromachi-Zeit (14. Jahrhundert), meist in Bilderrollen (Emakimono) über Yōkai und Tsukumogami, wo das Wesen aber anfänglich nicht namentlich benannt oder näher beschrieben wurde. Später, ab der Edo-Zeit (18. Jahrhundert) fand der Kasa-obake als Bildmotiv Eingang in Brett- und Karuta-Kartenspiele. Recht bekannt ist unter anderem eine Abbildung in dem Mukashi-banashi bakemono sugoroku (百種怪談妖物雙六; „Leiterspiel der Monster aus alten Märchen“) von Utakawa Yoshikazu aus dem Jahr 1858. In dem Werk Gazu Hyakki Tsurezure Bukuro (画図百鬼徒然袋; „100 Geister im Handgepäck“) des Kyōka-Poeten und Ukiyo-e-Künstlers Toriyama Sekien aus dem Jahr 1784 erscheint eine abgewandelte Form, der Hone-karakasa (骨傘; „Papierregenschirm aus Knochen“).
Der Folklorist und Yōkai-Experte Murakami Kenji weist auf die Eigentümlichkeit hin, dass der Kasa-obake keine eigene folkloristische Vergangenheit aufweise, er existiere nur als Bilder- und Kartenmonster. Dies sei bemerkenswert, da Abbildungen von ihm seit der Muromachi-Zeit existierten und das Wesen als Monster-Motiv seit der frühen Edo-Zeit sogar Cosplay in Nō-Theatern und harmlose Streiche zu festlichen Anlässen inspirierte. Auch seien Anekdoten um ihn nicht vor der späten Edo-Zeit nachweisbar. Dies würde eventuell auch erklären, warum er in gängigen Yōkai-Bilderrollen und (später) -büchern abgebildet, aber nicht näher beschrieben wird.

## Moderne
In den frühen 70er Jahren erfuhr der Kasa-obake eine Art modernes Comeback. In verschiedenen Yōkai-Filmen, wie zum Beispiel Yōkai Hyaku Monogatari von Yasuda Kimiyoshi aus dem Jahr 1968, erscheinen Kasa-obake, wo ihnen herausragende Rollen zukommen.
Die Gestalt des Kasa-Obake hat außerdem Eingang in moderne Romane, Manga und Anime-Serien gefunden. Er gehört zu jenen Yōkai, die unter Kindern und Jugendlichen in Japan große Bekanntheit und Popularität genießen. Besonders Kinder und Jugendliche malen Kasa-Obake-Motive. Ebenfalls beliebt ist ein Hampelmann-Spielzeug in Gestalt des Kasa-Obake. Eine bekannte Parodie des Wesens ist im Game-Boy-Spiel Super Mario Land 2 als Gegner von Mario zu finden. In Japan sind sogar Tattoos mit Kasa-obake Motiven populär.